# Лимончело
Лимончèло (на италиански: limoncello) е италианска алкохолна напитка, вид сладък ликьор. Той се получава от накисването на лимонови кори и евентуално на други цитрусови плодове в етилов алкохол, който след това се смесва със захарен сироп. Сервира се изстудено след хранене и подпомага храносмилането.

## Етимология
Терминът „лимончело“ идва от умалителното на думата „лимон“ (на итал. limone). Той първоначално се отнася за разнообразие от по-малки по размери лимони (вероятно лайм). Терминът вече е използван през 1590 г., както се вижда във Vocabulario De Las Dos Lenguas Toscana y Castellana (1590) на Кристобал Лас Касас. Според речника „Сабатини Колети“ той датира от 14 век.
Подобен на термина „лимончело“ е и терминът „лимончино“ (на итал. limoncino).
Третото издание (1691 г.) на речника на Академия дела Круска съобщава термина „лимончело“ със значение на „цитронена вода“. Терминът всъщност в определен момент поема и значението на „лимонада“, използвана навремето като лекарство. Доктор Франческо Реди (1687 г.), наред с други, вмъква думата „лимончело“ в една от своите рими: „От нашия (временен) дом се излива цитронена вода от Лимончело“.
Използването на думата „лимончело“ за обозначаване на ликьор с вкус на лимон е вероятно сравнително скорошна комбинация, която се утвърждава през 20 век.

## История
Историята на самия ликьор не е точно известна, като се има предвид, че има търговски интереси към напитката и често търговците са склонни да си присвоят бащинството с цел промоция. Първата поява в източници, които споменават лимончелото като ликьор, датира от 20 век.
Според традицията лимончелото е родено в началото на 20 век и бащинството му се оспорва между Соренто, Амалфи, Капри и Сардиния.
Има различни истории за произхода на лимончело. Американският вестник Лос Анджелис Таймс пише, че лимончело-то е изобретен на о-в Сицилия преди около 100 години. Друг американски вестник –Minneapolis Star Tribune, казва, че за първи път е направен на Амалфийското крайбрежие, където няколко села и острови твърдят, че са мястото му на произход.

Индустриалната търговска група „Италианска федерация на производителите износители и вносители на вина, спиртни напитки, спиртни напитки, сиропи, оцети и подобни“ твърди, че то е създадено в началото на 20 век от г-жа Мария Антония Фараче, която живее в малък пансион на Изола Адзура на Амалфийското крайбрежие и се грижи за буйна градина с лимони и портокали. След войната внукът ѝ отваря ресторант, чийто специалитет е лимоновият ликьор, приготвен по стара бабина рецепта. През 1988 г. синът му Масимо Канале на свой ред започва малко занаятчийски производство на лимончело, регистрирайки марката.
И в Соренто, и в Амалфи се носят легенди за производството на лимончело. На брега например историята разказва, че богатите семейства на Соренто в началото на 20 век никога не са позволявали на именитите им гости да пропуснат да опитат вкуса на лимончелото, направено по традиционна рецепта. В Амалфи има и такива, които твърдят, че ликьорът има много древен произход, почти свързан с отглеждането на лимони. Някои казват, че лимончело е бил използвано от рибари и фермери сутрин за борба със студа още по време на нашествието на сарацините. Други смятат, че рецептата е родена в манастир (като Гранд Шартрьоз във Франция), за да радва монасите между една молитва и друга. Все пак това са само хипотези.

## Приготвяне и характеристики
Обикновено за извлека се използва етилов алкохол със сила най-малко 90%, в която се накисват корите (само жълтата част) на десет големи лимона за всеки литър алкохол. Периодът на киснене варира от рецепта до рецепта, но научните изследвания показват, че само 3 дни са достатъчни за извличане на всички ароматни характеристики и различните етерични масла. След това се добавя сиропът, в който пропорциите са приблизително 600 – 700 грама захар на литър вода. След това ликьорът се филтрира и бутилира.
Средно за няколко седмици отлежаване в бутилка (но според някои рецепти продължителността е много по-кратка) течността се превръща в класическия жълт ликьор, особено подходящ за прием като храносмилателно средство след хранене.
Кората с цитрусово жълто, получена от най-добрите елипсовидни, симетрични и средно големи лимони, е основната съставка на лимончелото, съдържаща етерични масла, които придават на ликьора много силен аромат, както и много силен вкус.
Много известно е лимончелото, произведено в Кампания с помощта на „лимона от Соренто“ (femminello) или на „лимона от Амалфийското крайбрежие“ (sfusato amalfitano IGP). Алкохолното съдържание е средно 25%.
Лимончелото се приготвя лесно и в домашни условия на базата на лимонени кори, алкохол, вода и захар.